# 幕霧映
幕霧 映（ばくむ えい）は、日本のライトノベル作家。北海道出身。

## 概要
友人がウェブ小説を執筆していたのをからかおうとした際、友人から書いている小説を見せてもらう条件として、自身も小説を書くことを提示されたのをきっかけとして小説を書き始めた。2018年頃にネットでの小説投稿を行った際に、投稿初日に20PVがついたことから、小説を書くのにハマったと語る。またパソコンが苦手だったため、書籍化の打診があるまでスマホで全て執筆する体制をとっていた。
好きな小説として三秋縋の『恋する寄生虫』や『三日間の幸福』などを挙げている他、上遠野浩平の『ブギーポップ』シリーズや、暁なつめの『戦闘員、派遣します!』シリーズなどを挙げる。また好きな漫画としては藤本タツキの『チェンソーマン』や荒木飛呂彦の『ジョジョの奇妙な冒険』などを挙げる。

## 作品リスト
- 『田んぼでエルフ拾った。道にスライム現れた』（イラスト: ともぞ、スクウェア・エニックス〈SQEXノベル〉、既刊2巻）[2]